# Mindre ringmätare
Mindre ringmätare, Charissa obscurata är en fjärilsart som först beskrevs av Michael Denis och Ignaz Schiffermüller 1775.  Mindre ringmätare ingår i släktet Charissa, och familjen mätare, Geometridae. Arten är reproducerande i Sverige. Två underarter finns listade i Catalogue of Life, Charissa obscurata argillacearia Staudinger, 1871 och Charissa obscurata calceata Staudinger, 1861.

## Bildgalleri

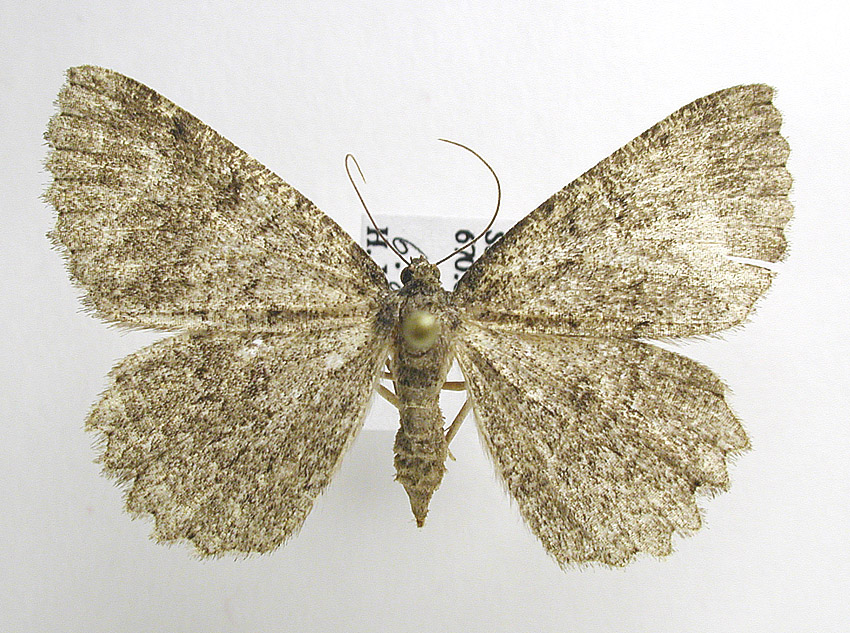